# Хатуша (Конышёвский район)
Хатуша — деревня в Конышёвском районе Курской области России. Входит в состав Наумовского сельсовета.

## География
Деревня находится в северо-западной части Курской области, в пределах Среднерусской возвышенности, в лесостепной зоне, к северу от реки Чмача, на расстоянии примерно 16 км (по прямой) к северо-западу от Конышёвки, административного центра района. Абсолютная высота — 158 м над уровнем моря.

### Климат
Климат характеризуется как умеренно континентальный, с тёплым летом и умеренно холодной зимой. Среднегодовая температура воздуха — 5,1 °C. Абсолютный минимум температуры воздуха самого холодного месяца (января) составляет −37 °C; абсолютный максимум самого тёплого месяца (июля) — 35 °C. Среднегодовое количество атмосферных осадков составляет 582 мм, из которых 460 мм выпадает в тёплый период.

### Часовой пояс
Деревня Хатуша, как и вся Курская область, находится в часовой зоне МСК (московское время). Смещение применяемого времени относительно UTC составляет +3:00.

## Население
| 2002 | 2010 |
| ---- | ---- |
| 49   | ↘18  |

### Половой состав
По данным Всероссийской переписи населения 2010 года, в половой структуре населения мужчины составляли 33,3 %, женщины — соответственно 66,7 %.

### Национальный состав
Согласно результатам переписи 2002 года, в национальной структуре населения русские составляли 98 %.